# Ortenaukreis

Ortenaukreis heraldiska vapen.

Ortenaukreis är ett distrikt i Baden-Württemberg, Tyskland med cirka 416 000 invånare. Bilarna har OG på nummerskyltarna, som står för Offenburg.
Ortenaukreis omfattar ett område som sträcker sig från låglandet (gravsänkan) kring floden Rhen i väster till bergsområdet Schwarzwald i öster och omfattar flera dalgångar med bifloder till Rhen.
I norr gränsar Ortenaukreis till Landkreis Rastatt, i öster Landkreis Freudenstadt och Landkreis Rottweil, i sydost Schwarzwald-Baar-Kreis och i söder Landkreis Emmendingen. I väster bildar Rhein en naturlig gräns till Frankrike och dess Arrondissements Strasbourg-Ville, Strasbourg-Campagne och Sélestat-Erstein inom Départements Bas-Rhin.